# Midori (Nagoja)
Midori (jap. 緑区 Midori-ku) – jedna z 16 dzielnic Nagoi, stolicy prefektury Aichi. Dzielnica została założona 1 kwietnia 1963 roku. Położona we wschodniej części miasta. Graniczy z dzielnicami Tempaku i Minami, miastami Tōkai, Ōbu, Nisshin i Toyoake oraz miasteczkiem Tōgō

## Miejscowe atrakcje
- Narumi-juku
- Ruiny zamku Narumi
- Ruiny zamku Odaka